# 圣玛加利大堂 (韦尔纳扎)

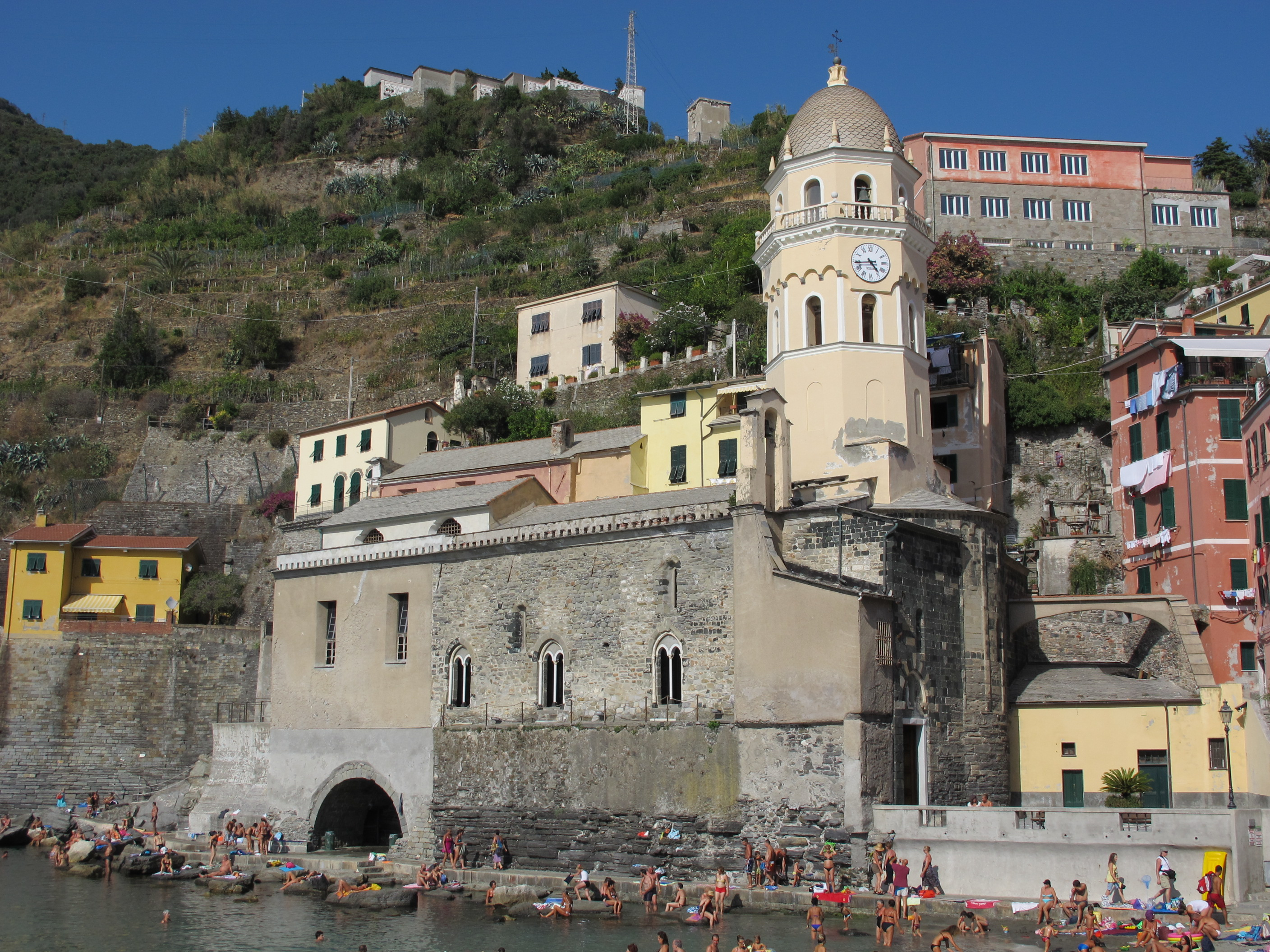

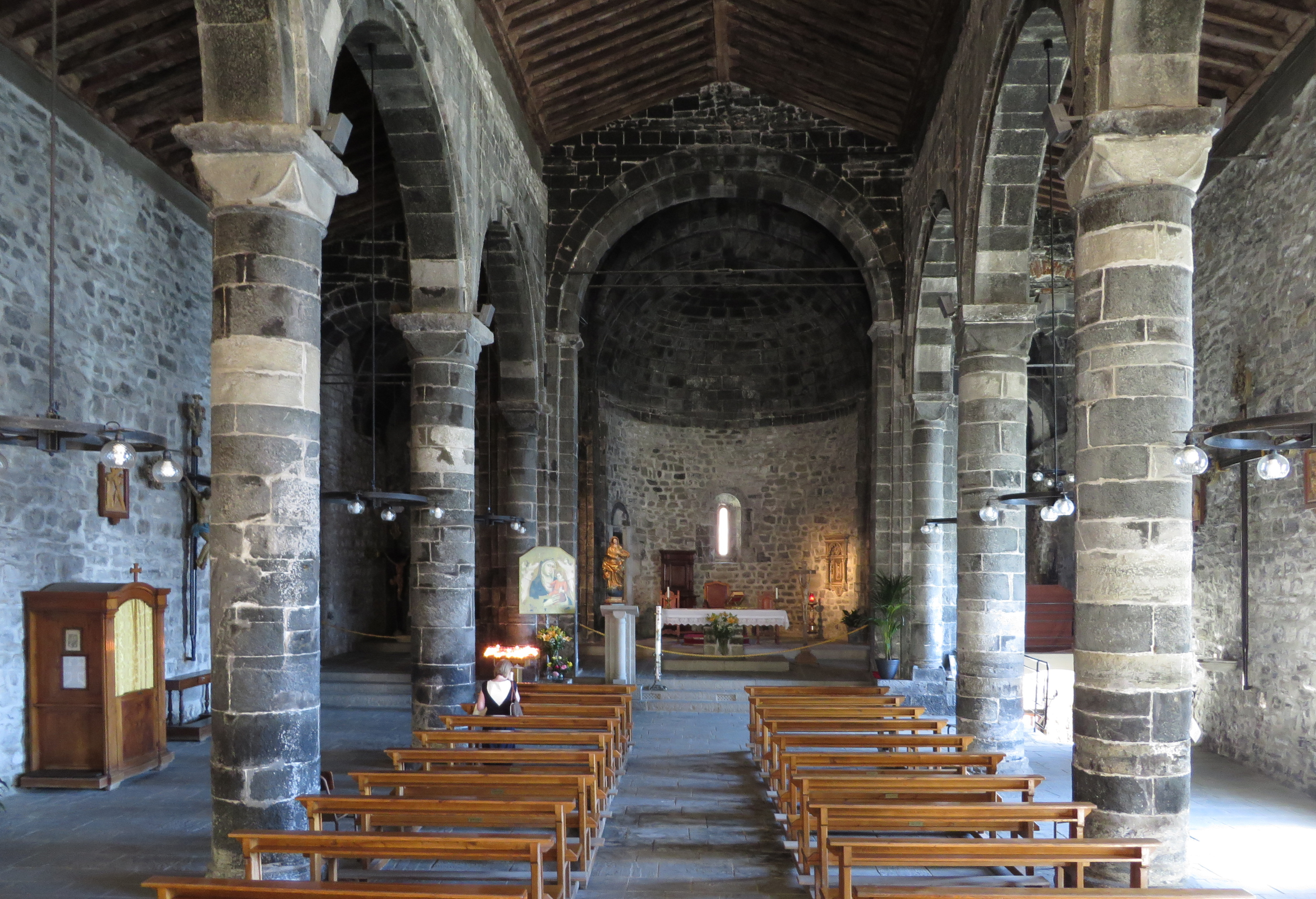

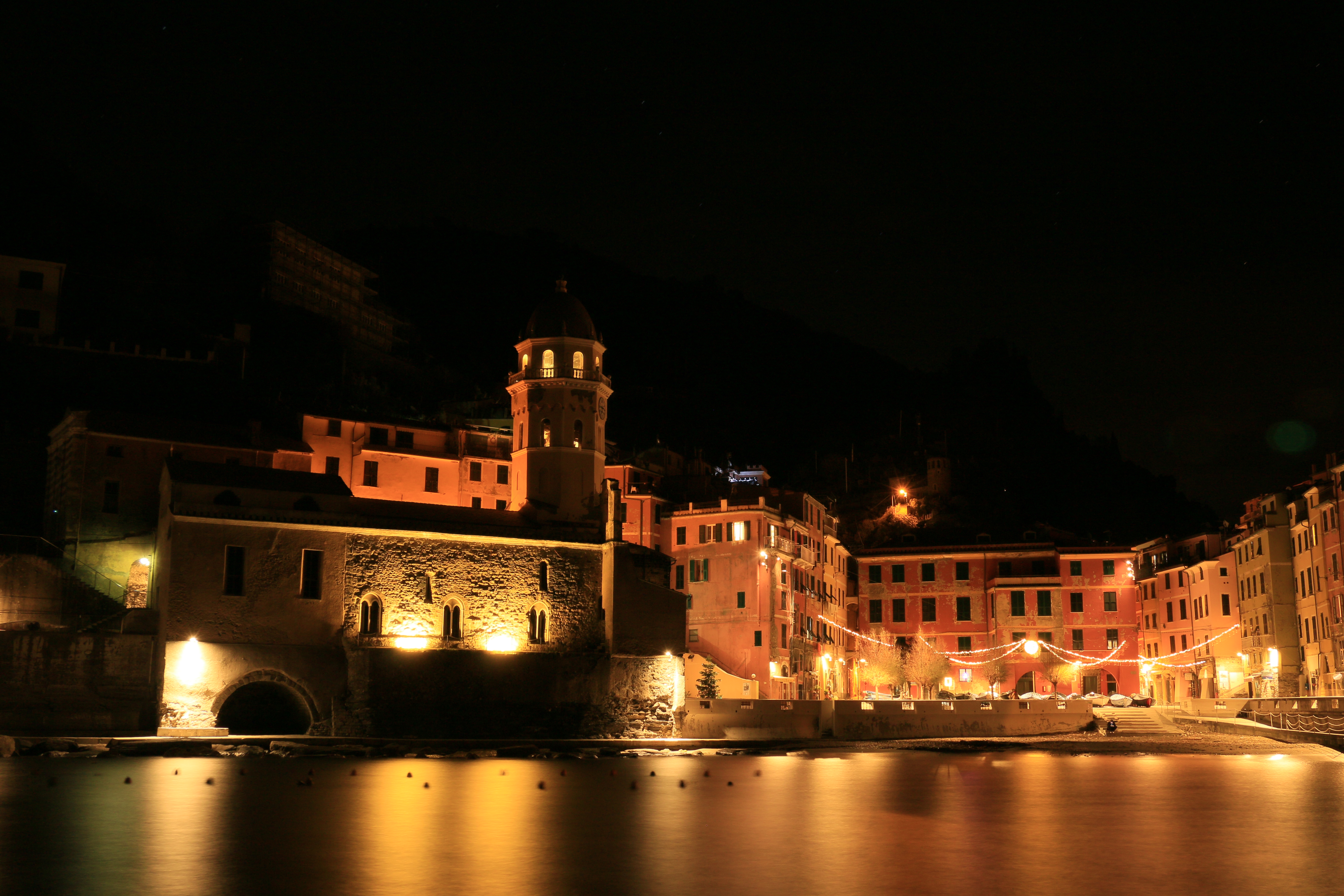

圣玛加利大堂（Chiesa di Santa Margherita）是意大利拉斯佩齐亚省 五渔村地区韦尔纳扎的一座罗马天主教教堂，隶属于天主教拉斯佩齐亚-萨尔扎纳-布鲁尼亚托教区。
据史料记载，这座罗马式教堂创建于十一世纪或十二世纪。在16-17世纪之间，该堂进行扩建，破坏中世纪立面。在十八世纪的改建，使得内部改为巴洛克风格。

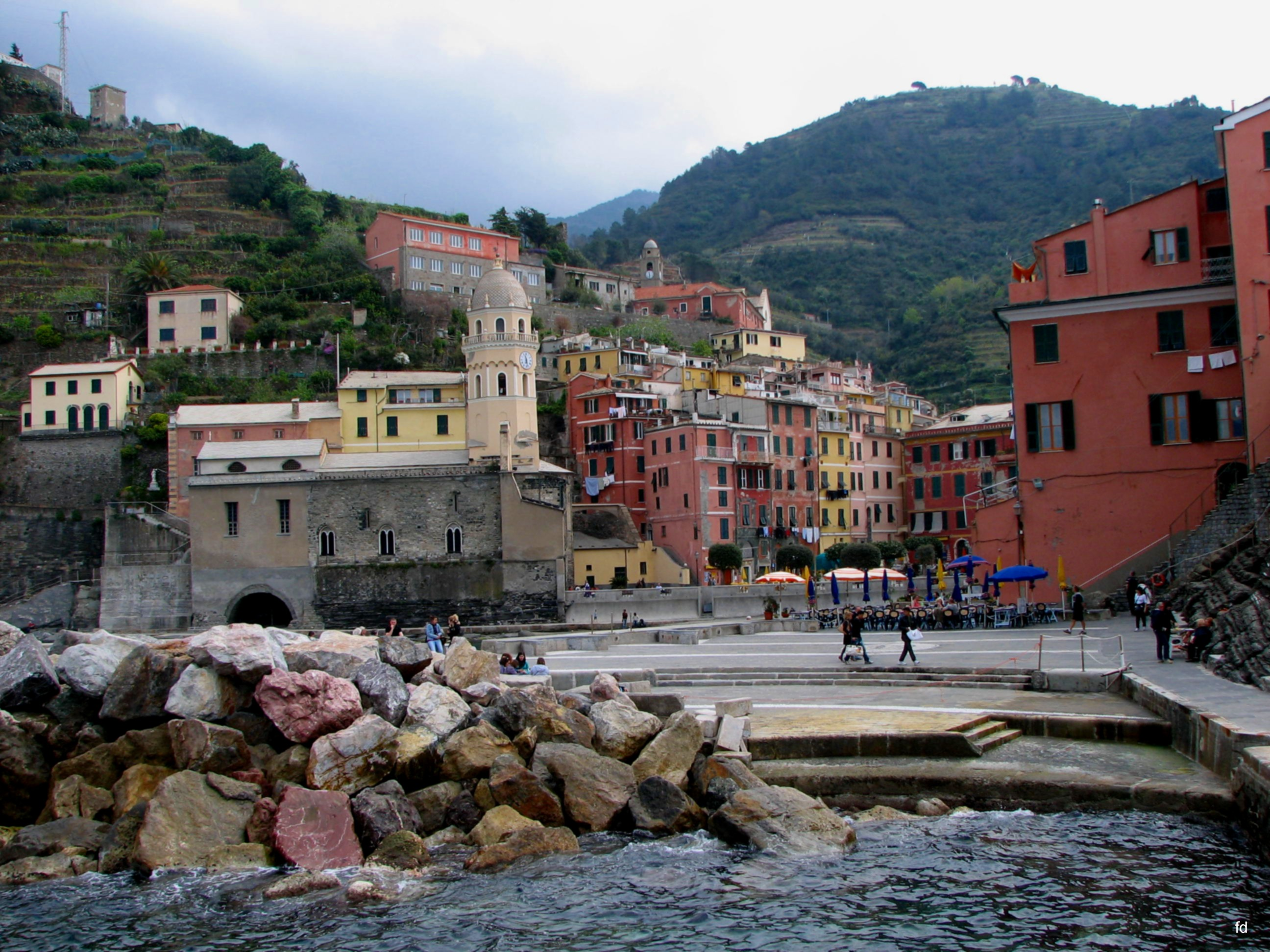
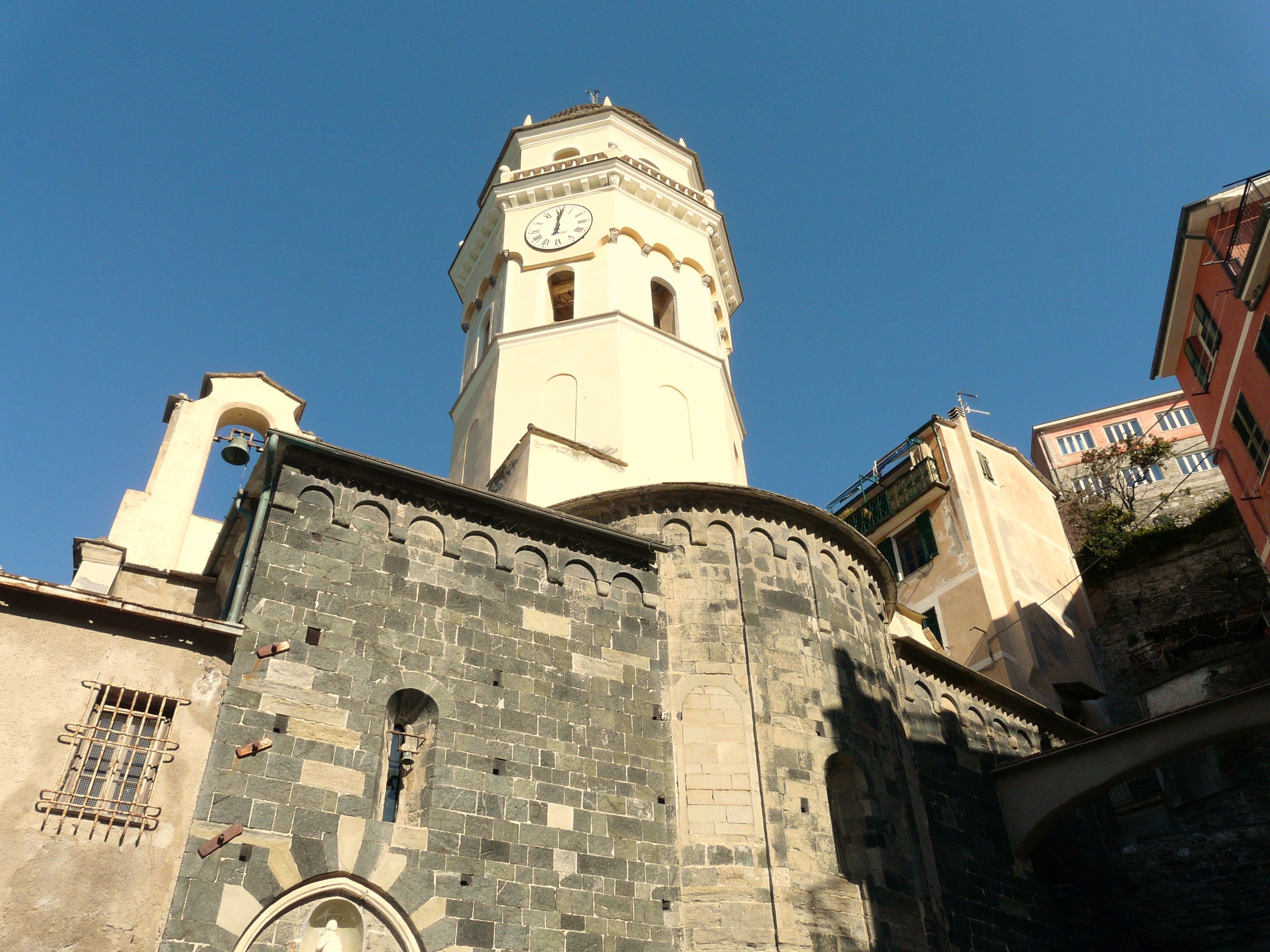
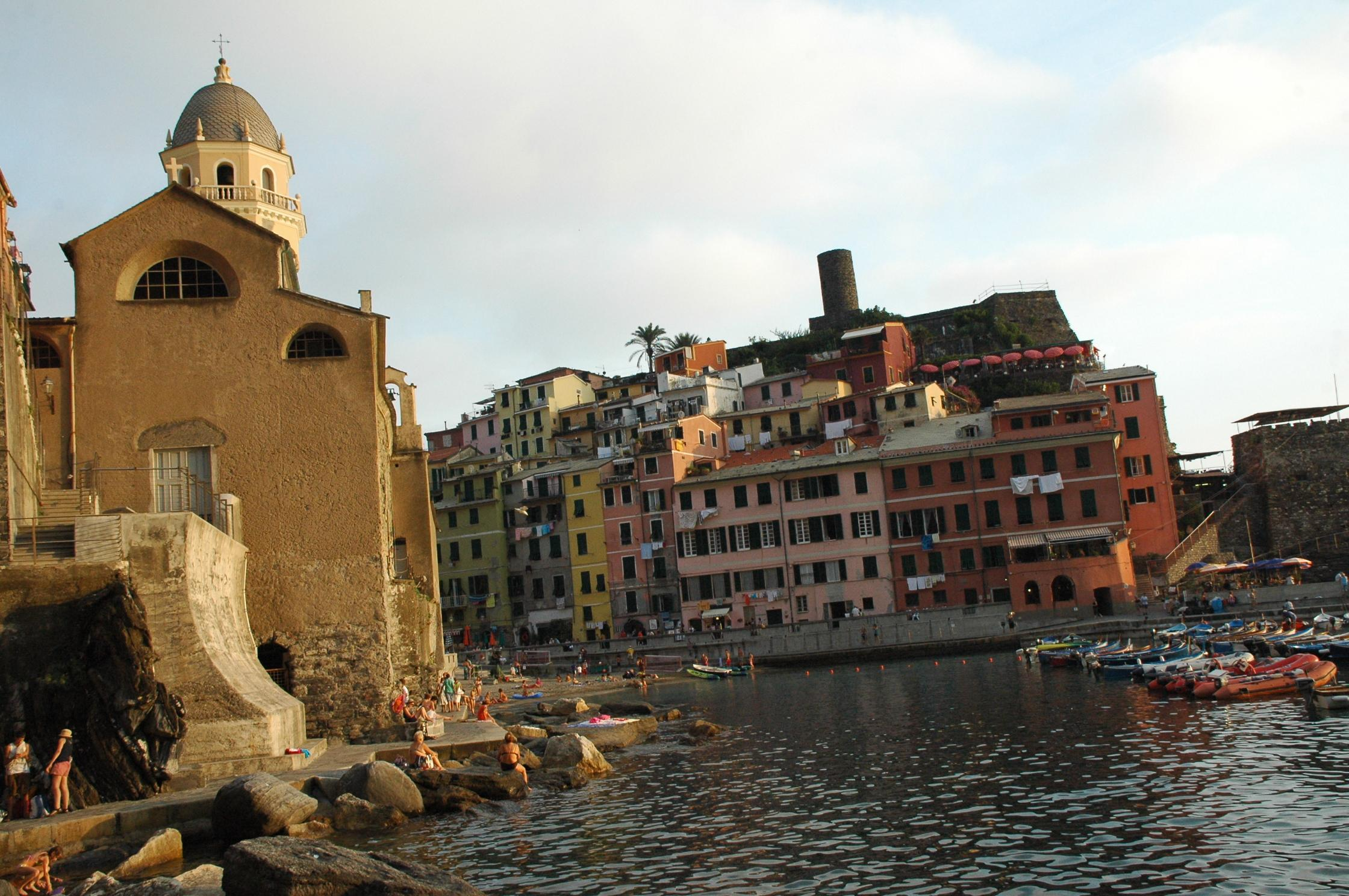
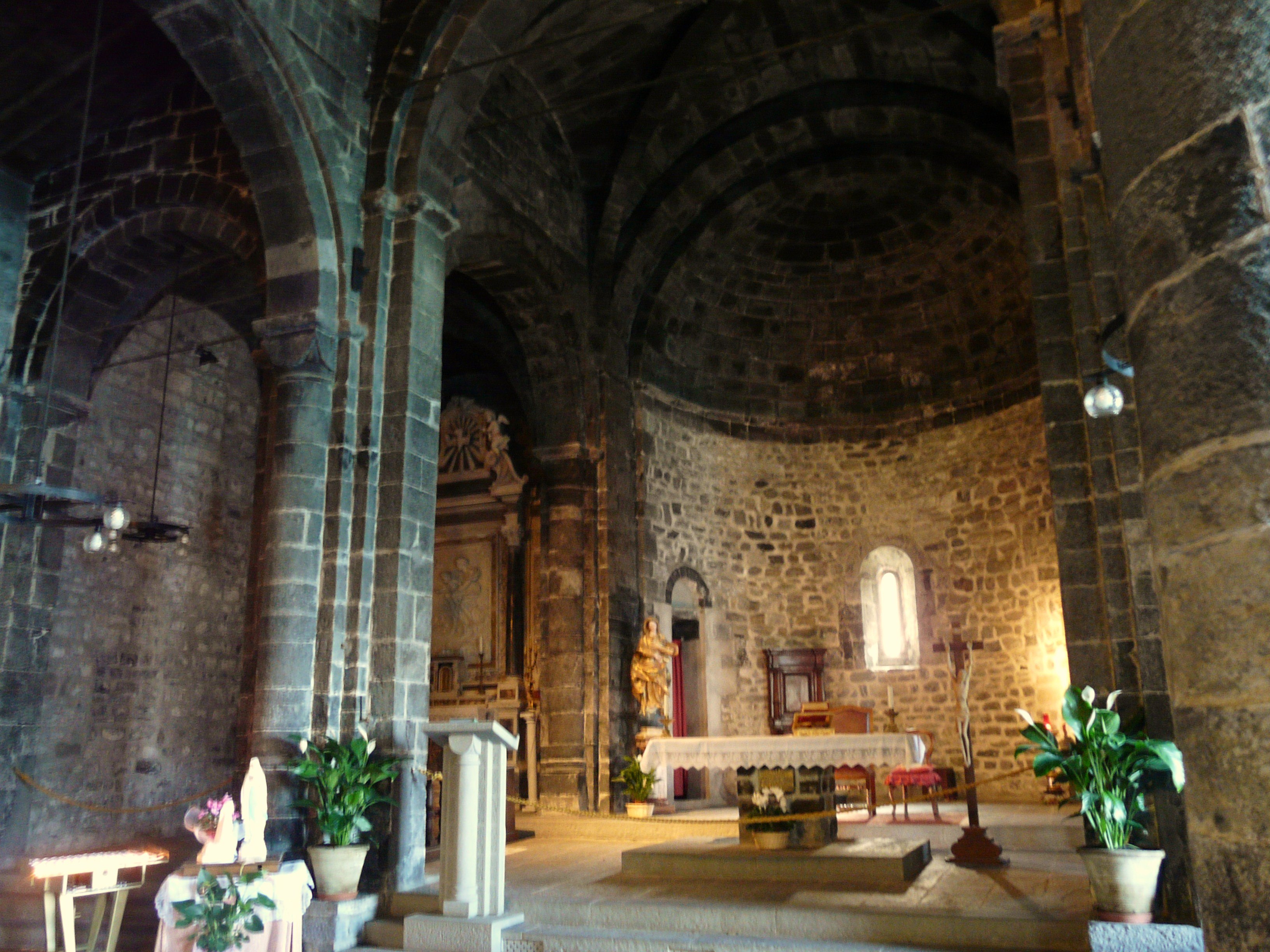
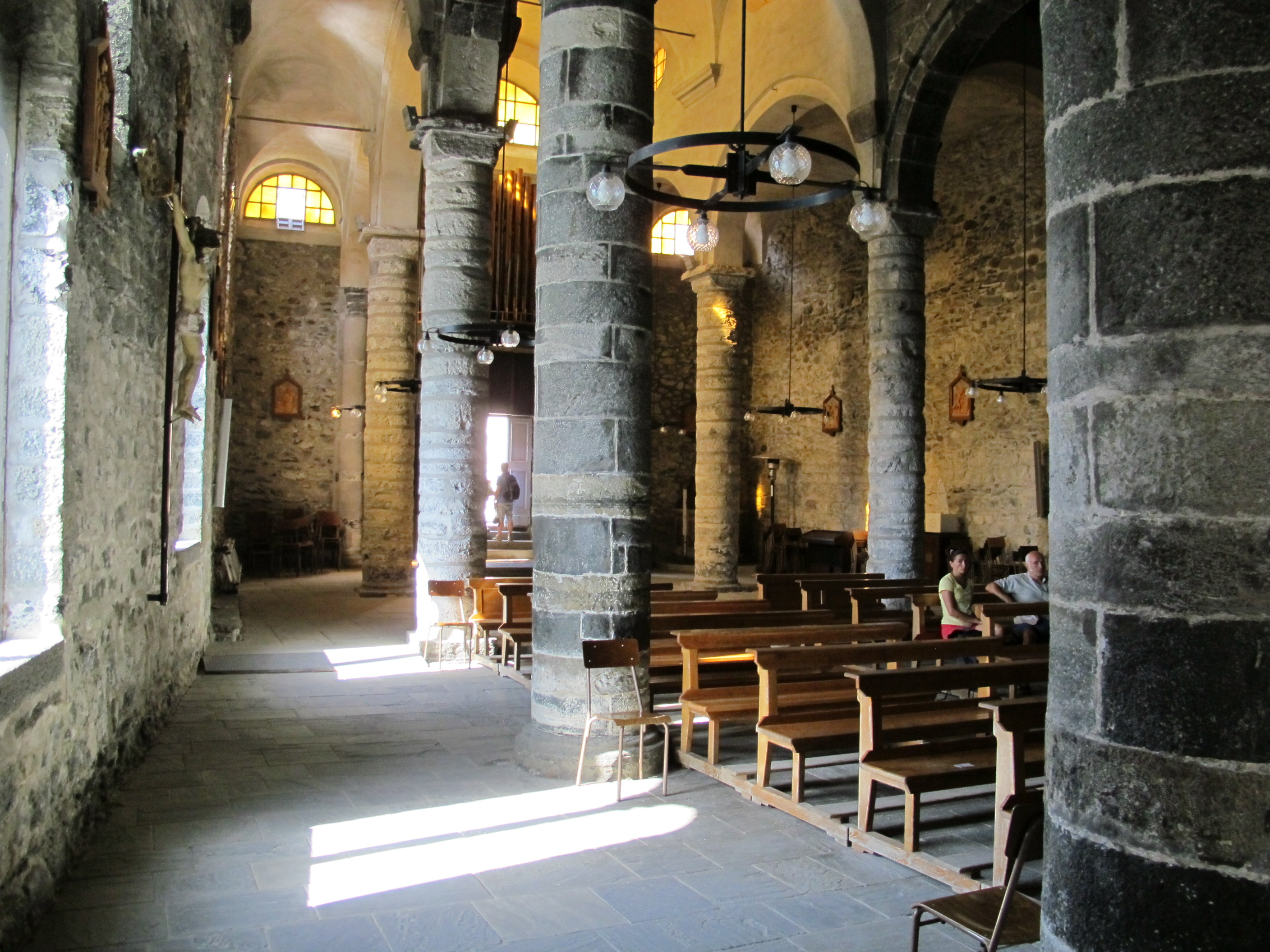
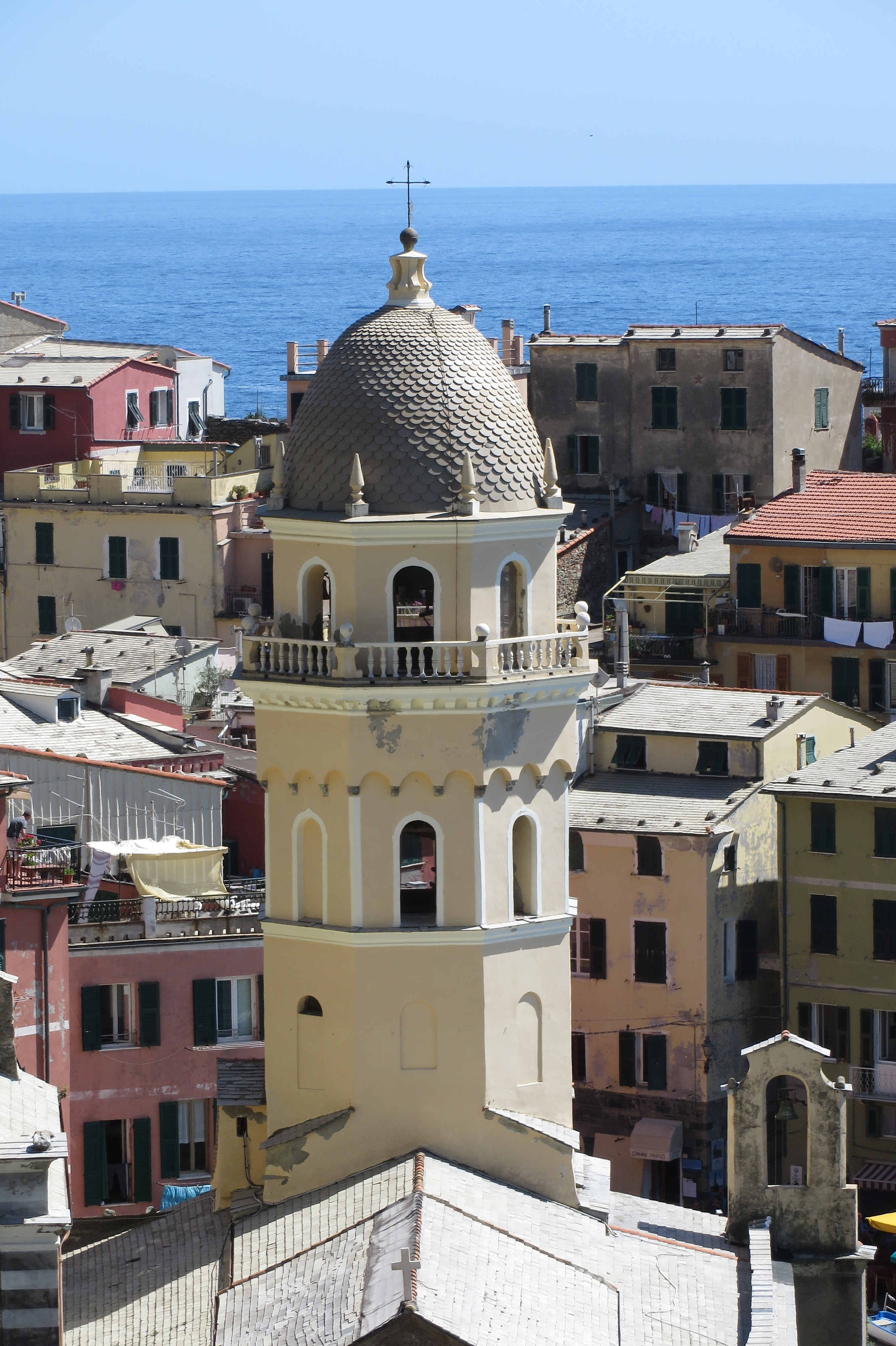